# Lamar (Oklahoma)
Lamar é uma cidade  localizada no estado norte-americano de Oklahoma, no Condado de Hughes.

## Demografia
Segundo o censo norte-americano de 2000, a sua população era de 172 habitantes.
Em 2006, foi estimada uma população de 170, um decréscimo de 2 (-1.2%).

## Geografia
De acordo com o United States Census Bureau tem uma área de
31,3 km², dos quais 31,3 km² cobertos por terra e 0,0 km² cobertos por água. Lamar localiza-se a aproximadamente 233 m acima do nível do mar.

## Localidades na vizinhança
O diagrama seguinte representa as localidades num raio de 24 km ao redor de Lamar.